# DHODH
DHODH (англ. Dihydroorotate dehydrogenase (quinone)) – білок, який кодується однойменним геном, розташованим у людей на 16-й хромосомі. Довжина поліпептидного ланцюга білка становить 395 амінокислот, а молекулярна маса — 42 867.
| 10         |  | 20         |  | 30         |  | 40         |  | 50         |
| ---------- |  | ---------- |  | ---------- |  | ---------- |  | ---------- |
| MAWRHLKKRA |  | QDAVIILGGG |  | GLLFASYLMA |  | TGDERFYAEH |  | LMPTLQGLLD |
| PESAHRLAVR |  | FTSLGLLPRA |  | RFQDSDMLEV |  | RVLGHKFRNP |  | VGIAAGFDKH |
| GEAVDGLYKM |  | GFGFVEIGSV |  | TPKPQEGNPR |  | PRVFRLPEDQ |  | AVINRYGFNS |
| HGLSVVEHRL |  | RARQQKQAKL |  | TEDGLPLGVN |  | LGKNKTSVDA |  | AEDYAEGVRV |
| LGPLADYLVV |  | NVSSPNTAGL |  | RSLQGKAELR |  | RLLTKVLQER |  | DGLRRVHRPA |
| VLVKIAPDLT |  | SQDKEDIASV |  | VKELGIDGLI |  | VTNTTVSRPA |  | GLQGALRSET |
| GGLSGKPLRD |  | LSTQTIREMY |  | ALTQGRVPII |  | GVGGVSSGQD |  | ALEKIRAGAS |
| LVQLYTALTF |  | WGPPVVGKVK |  | RELEALLKEQ |  | GFGGVTDAIG |  | ADHRR      |

A: Аланін

D: Аспарагінова кислота

E: Глутамінова кислота

F: Фенілаланін

G: Гліцин

H: Гістидин

I: Ізолейцин

K: Лізин

L: Лейцин

M: Метіонін

N: Аспарагін

P: Пролін

Q: Глутамін

R: Аргінін

S: Серин

T: Треонін

V: Валін

W: Триптофан

Кодований геном білок за функцією належить до оксидоредуктаз. 
Задіяний у такому біологічному процесі, як біосинтез піримідинів. 
Білок має сайт для зв'язування з флавопротеїном. 
Локалізований у мембрані, мітохондрії, внутрішній мембрані мітохондрії.